# Polychlorodibenzo-p-dioxine

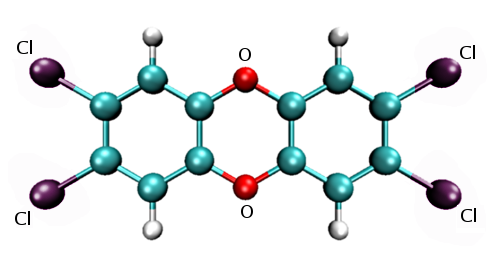
Un exemple de polychlorodibenzo-p-dioxine : la 2,3,7,8-tétrachlorodibenzo-p-dioxine dite dioxine de Seveso

Les polychlorodibenzo-p-dioxines ou PCDD sont des composés aromatiques tricycliques chlorés. Elles sont plus généralement appelées dioxines, bien que cette appellation désigne une famille bien plus large de molécules, cf. dioxine. On estime qu'elles présentent une faible toxicité en général pour l'homme, à l'exception de sept d'entre elles, dont la 2,3,7,8-tétrachlorodibenzo-p-dioxine, TCDD, surnommée dioxine de Seveso.
Les PCDD sont constituées de deux noyaux benzéniques, de deux atomes d'oxygène et d'atomes de chlore, de fluor ou de brome (1 à 8). On en distingue 75 différentes, qui diffèrent les unes des autres par le nombre et la position des atomes de chlore, ainsi que par la disposition des cycles aromatiques.
Elles se caractérisent par leur grande stabilité chimique due à la présence des atomes de chlore. Cette stabilité augmente donc avec le nombre d'atomes de chlore présents. Elles sont résistantes à la biodégradation, et seuls des oxydants tels que l'ozone, le tétroxyde de ruthénium ou des enzymes d'oxydation peuvent réagir avec elles.
Sous cette appellation de dioxine sont aussi couramment comprises d'autres familles de molécules qui ne sont pas des dioxines mais ont de nombreuses propriétés en commun avec les PCDD : les furanes (PCDF) et une partie des PCB (aussi appelés dioxin-like).
Le pyralène est un des mélanges de PCB qui comportent généralement les plus faibles taux en PCB semblables aux dioxines.
On a identifié 210 types de composés apparentés à la dioxine (appelés « congénères »), dont 17 seulement sont considérés comme ayant une toxicité importante, la 2,3,7,8-TCDD étant la plus toxique.

## Sources
Les dioxines sont des résidus essentiellement formés lorsque les trois conditions suivantes sont réunies :
- hautes températures (supérieures à 350 °C) et/ou combustion incomplète ;
- présence d'acide sulfurique organique [réf. nécessaire] ;
- présence de chlore.

En plus de ces conditions de formation, trois facteurs favorisent la formation de dioxines :
- les milieux alcalins ;
- la présence de rayonnement ultraviolet ;
- la présence de radicaux (dans des réactions chimiques).

La persistance des dioxines favorise une diffusion dans tous les milieux (air, eau, sol, sous-sol), les zones fortement contaminées constituant des « sources-réservoirs ».
Les émissions de dioxines proviennent principalement de cinq sources :
- industrie chimique (production ou utilisation de produits chlorés) ;
- procédés thermiques et de combustion (utilisation de combustibles, incinération, traitements thermiques, etc.) ;
- processus anarchiques (notamment dans les composts), à partir de précurseurs [réf. nécessaire] ;
- émissions secondaires, à partir de « sources-réservoirs ».
- incendies de forêt.

Par exemple, des dioxines sont émises lors de l'utilisation de moteurs à combustion interne, dans la combustion de bois, ou encore lorsqu'on fume du tabac. Au XXe siècle, la plus grande source de dioxine libérée dans l'environnement était liée à l'activité industrielle et urbaine, via les incinérateurs de déchets et les cokeries (émissions atmosphériques) et les rejets d'usines chimiques et de papeteries (immission et contamination des sols et eaux).

## Propriétés chimiques
Ces molécules sont très stables et elles sont d'autant plus stables que le nombre d'atomes de chlore est important. Cette stabilité explique la difficulté à les détruire.

## Effets sur l'homme
Du fait de leur lipophilie, elles se concentrent essentiellement dans la masse graisseuse des animaux. On la retrouve ainsi tout le long de la chaîne alimentaire. L'homme étant au bout de cette chaîne, la voie alimentaire est sa principale voie d'exposition aux dioxines. Il a en outre été noté une tendance à la bioaccumulation de la dioxine, l'homme étant à la fin de la chaîne alimentaire, il court le plus de risque d'avoir une concentration élevée de dioxine dans le corps.
En raison de sa stabilité, il est estimé que sa demi-vie dans l'organisme est de l'ordre de sept ans.
L'homme n'a pas de moyen pour éliminer la dioxine hormis la dégradation naturelle, mais la femme peut l'éliminer par transfert dans le placenta et le lait maternel. Les personnes les plus à risque sont donc le fœtus et le jeune enfant (atteinte possible du cerveau, de la thyroïde, de l'immunité, et des dents de lait selon deux études finlandaises).
Une exposition à court terme à des teneurs élevées en dioxine peut être à l'origine de lésions cutanées, chloracné et formation de taches sombres sur la peau par exemple, ainsi qu'une altération de la fonction hépatique.
Une exposition prolongée peut endommager le système immunitaire, perturber le développement du système nerveux, être à la source des troubles du système endocrinien et de la fonction de reproduction.
La dioxine de Seveso est la seule dioxine reconnue cancérigène pour l'homme, d'après le Centre international de recherche sur le cancer. Cependant, plusieurs autres dioxines sont reconnues comme étant tératogènes et induisant une fœtotoxicité, des baisses de la fertilité, ainsi que des troubles endocriniens.

## Contamination et bioaccumulation

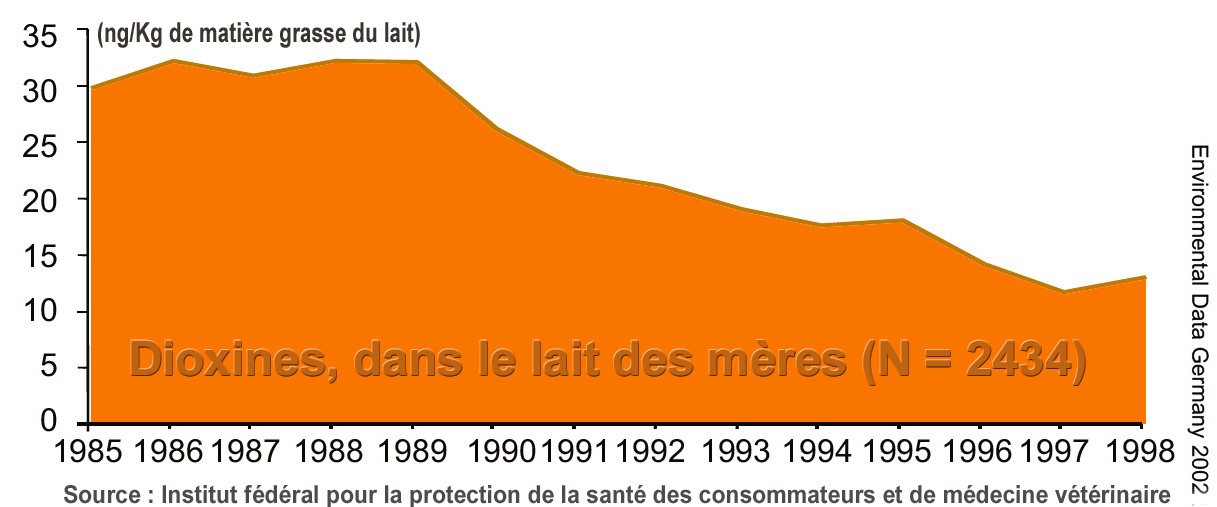
Évolution du taux de dioxine dans le lait maternel en Allemagne

Elle peut concerner la faune et tous les réseaux trophiques, via des phénomènes de bioaccumulation dans la chaine alimentaire, et l'homme via son alimentation.
De manière générale, il existe autour des incinérateurs une nette corrélation entre le taux sanguin de dioxines et les habitudes alimentaires de la personne ;  consommer de la viande riche en matières grasses animales d'origine locales est un facteur de risque souligné par l'AFSSA et l'InVS qui rappellent que « Le temps mis par l’organisme pour éliminer 50 % des dioxines accumulées (demi-vie) est en moyenne de 7 ans ».
La catastrophe de Seveso connue comme source de dioxine de Seveso, la tétrachlorodibenzo-para-dioxine, dioxine TCDD, 2,3,7,8, semblable à celle contenue dans l'agent orange déversé au Viêt Nam.

En 1999, la Belgique a connu un épisode de contamination de l'alimentation animale et humaine dite « crise de la dioxine » : l'introduction (du 19 au 26 janvier 1999) dans la fabrication d'aliments pour animaux d'élevage d'un lot de graisse de recyclage contaminée. Dès février, des éleveurs (de poulets dans un premier temps) ont constaté « une chute de la production d’œufs, accompagnée d’une altération de la capacité des œufs à éclore, ainsi que des signes de maladie d’œdème du poulet (chick-oedema disease). Ces faits ne furent malheureusement pas immédiatement portés à la connaissance ni des autorités, ni du public ». Ce n'est que le 26 avril qu'une analyse faite par un laboratoire néerlandais montre ou confirme une contamination très élevée et il faudra attendre encore plus d'un mois pour que le public soit informé. La découverte de cette contamination a conduit à l'abattage de nombreux animaux d'élevage (poulets), impropres à la consommation et à une chute des achats de la part des consommateurs qui avaient perdu confiance dans ces produits, ce qui a généré une crise économique pour la filière viande et politique, exacerbée par le fait que l'enquête a montré un mois plus tard qu'outre que « la contamination par les dioxines était en fait accompagnée d’une autre contamination, beaucoup plus importante par des biphényles polychlorés (PCBs) ». Les autorités sanitaires ont conclu à une « incorporation criminelle ou accidentelle d’huiles minérales contenant des PCBs (huiles de transformateurs Aroclor 1260/1254) dans un lot de graisses animales issues d’abattoirs [...] environ 60 à 80 tonnes de graisse contaminées par 40 à 50 kg de PCBs et environ 1 g de dioxines furent produites et distribuées à divers producteurs de nourriture pour animaux (van Larebeke et al., 2002). Plus de 500 tonnes de nourriture contaminées furent ainsi vendues à quelque 1 500 fermes belges (principalement élevages de poulets) mais aussi hollandaises, françaises et allemandes. Les dommages dus à cette crise politique et économique ont été estimés à plus de deux milliards d’euros ».
Viktor Iouchtchenko a été la victime d'un empoisonnement par la dioxine lors de la campagne électorale en Ukraine de 2004.
Début 2008, 66 élevages de bufflonnes (sur un total de 1 900 élevages de bufflonnes en Italie) ont été mis sous séquestre pour cause de taux de dioxines dépassant les normes, par les autorités sanitaires de Campanie, région produisant du lait destiné à fabriquer une mozzarella (en théorie le mascarpone et la mozzarella ne sont faits qu'avec du lait de bufflonne). Selon certains auteurs, ces dioxines auraient pour origine une gestion pour partie mafieuse des déchets toxiques en Italie. En 2003 déjà, à Caserte, près de Naples 6 000 vaches avaient dû être abattues en raison de taux de dioxines dans le lait destiné à fabriquer de la mozzarella dix fois supérieurs aux normes européennes. Selon les producteurs, la mozzarella labellisée Dop ; équivalent italien de l'appellation d'origine contrôlée française, n'a pas été contaminée par ces laits.
Le 6 décembre 2008, à la suite de contrôles de routine à la frontière sur des carcasses irlandaises de porcs (réexportées des Pays-Bas où elles ont été découpées vers la France et la Belgique), l'Irlande a rappelé la viande ou les produits à base de porc exportés vers 20 à 25 pays, parce que contaminés via de la nourriture pour animaux livrée par une même entreprise depuis le 1er septembre 2008 à au moins une dizaine de producteurs de porcs (produisant moins de 10 % du porc irlandais selon le gouvernement, mais la radio Newstalk affirme que 9 élevages d'Irlande du Nord auraient aussi utilisé cette nourriture polluée), alors que les taux de dioxines y étaient environ 100 fois la norme européenne selon certaines sources et de faibles taux de PCB selon d'autres sources. Les premières hypothèses explicatives laissent penser qu'un combustible non approprié (huile industrielle) aurait été utilisé pour sécher des restes de l'industrie agroalimentaire recyclés en aliment pour bétail. Un contrôle porte également sur 37 élevages bovins qui auraient pu consommer la même nourriture (le lard, le lait et le beurre peuvent concentrer la dioxine et les PCB).
En 2010, un taux de dioxine plus de deux fois supérieur aux normes a été trouvé dans de œufs de couvoir en France, et en Belgique. Un taux très supérieur aux normes a été détecté dans des œufs et chez des animaux de plus de 4 000 fermes allemande (porcheries industrielles et élevages laitiers essentiellement), essentiellement en Basse-Saxe, entrainant leur mise sous scellé (plus 4 700 fermes allemandes touchées et fermées début 2011, dont en Rhénanie-du-Nord/Westphalie, dans le Schleswig-Holstein et en Saxe-Anhalt).
L'enquête administrative a d'abord identifié 150 000 tonnes de produits pour alimentation animale contaminées par des graisses alimentaires livrées en novembre et décembre 2010 en Basse-Saxe essentiellement (2 500 sur 3 000 t distribuées à 25 producteurs d'aliments industriels pour animaux d'élevage), mais aussi des traces de contamination dès mars 2010 dans des graisses alimentaires vendues par l'entreprise allemande Harles und Jentzch (qui a perdu pour trois mois son certificat GMP+,. Plusieurs milliers de volailles ont été abattues, mais plus de 20 tonnes d'œufs ou produits à base d'œufs auraient pu avoir été contaminés et déjà exportés vers les Pays-Bas et au Royaume-Uni, ayant notamment contaminé des quiches et gâteaux vendus en supermarché aux Pays-Bas et au Royaume-Uni.

Un producteur de graisses respectant les bonnes pratiques de ce secteur ne doit normalement pas fabriquer sur un même lieu des matières destinées à l'industrie technique et au secteur alimentaire. Or c'est ce que faisait Harles und Jentzsch. Cette entreprise a reconnu une erreur dans sa chaîne de production, mais est également soupçonnée par les autorités de Basse-Saxe d'escroquerie et de fausses factures visant à tromper ses clients en introduisant dans les aliments des acides gras industriels en aliments pour le bétail (vendus beaucoup plus chers).

La FEFAC (association de producteurs d'aliment pour animaux) a annoncé vouloir mettre en place un dispositif plus approprié au suivi des dioxines dans l'alimentation animale. le 11 janvier 2011 Commission européenne a rappelé que Les taux de dioxine autorisés (tolérés) sont de 1 picogramme/gramme pour le porc, 2 picogramme/gramme pour la volaille, 3 picogramme/gramme pour les œufs et le lait et 4 pour les poissons. Il n'y aura pas d'aide européenne pour les éleveurs touchés par la contamination à la dioxine, mais la commission se dit prête à réglementer les activités des producteurs de graisses à l'origine du scandale.

## Réglementation française
Le Comité européen de normalisation a adopté le 27 décembre 1996 la norme EN 1948 de mesure des dioxines à l'émission. Cette norme a été transcrite sous la forme de norme AFNOR (association française de normalisation) NF EN 1948.
La directive du 16 décembre 1994, transposée en droit français par l'arrêté du 10 octobre 1996 (abrogé et remplacé par l'arrêté du 20 septembre 2002), impose une valeur limite à l'émission de 0,1 ng/m³ en dioxines aux installations d'incinération et de co-incinération de déchets industriels dangereux depuis le 1er juillet 2000. Les autres incinérateurs de déchets non dangereux (comme les UIOM) ont également l'obligation de respecter cette valeur limite de 0,1 ng/m³ depuis le 28 décembre 2005 (arrêté du 20 septembre 2002 relatif aux installations d'incinération et de co-incinération de déchets non dangereux et aux installations incinérant des déchets d'activités de soins à risques infectieux).
La mise en conformité du parc français d’incinérateurs (plus de 300 unités) avec l’arrêté ministériel du 25 janvier 1991, a permis une première chute des émissions de dioxine, passant de 1,1 kg en 1995 à 210 g en 2002, par UIOM. La réduction s’est poursuivie en 2005 (95 g par UIOM/an), en restant encore à un niveau trop élevé pour l’arrêté ministériel du 20 septembre 2002.
Les émissions de dioxines des UIOM auraient été divisées par 100 de 1995 à 2006, grâce aussi à la fermeture des installations les plus polluantes (il ne reste que 128 UIOM fonctionnant).